# Paolo (console 496)
Flavio Paolo (latino: Flavius Paulus; fl 496) fu un politico dell'Impero romano d'Oriente.
Fratello dell'imperatore Anastasio I, fu console del 496 senza collega. Sposò Magna ed ebbe una figlia di nome Irene, andata in sposa a Olibrio, console nel 491 e figlio di Anicia Giuliana e dunque appartenente alla dinastia teodosiana.